# 柏陽 (横浜市)
柏陽（はくよう）は横浜市栄区の町名。丁番を持たない単独町名である。住居表示実施済み区域。

## 地理
南端を㹨川が流れ、北端をJR根岸線のトンネルが通る。南側に柏陽高校、北側には横浜市住宅供給公社の柏陽団地がある。根岸線本郷台駅が徒歩圏内であるほか、本郷石橋停留所より鎌倉街道経由で上大岡・桜木町方面への路線バスも利用できる。

## 歴史
かつての鎌倉郡本郷村の一部にあたる。1938年（昭和13年）、現在の柏陽・小菅ケ谷・桂を含む一帯に第1海軍燃料廠が建設された。1939年4月1日に横浜市戸塚区に編入され、戸塚区の一部となる。海軍燃料廠は終戦後大船PXとして接収され、1965年から順次返還された。1967年、大船PX跡に神奈川県立柏陽高等学校が開校。学校の名称は当時の神奈川県知事の内山岩太郎の命名によるもので、柏尾川の「柏」と太陽の「陽」から採られ、これが現在の町名の元になった。1986年に、分区により栄区の一部となる。1995年（平成7年）10月16日、鍛冶ケ谷町、桂町、上郷町、公田町、小菅ケ谷町、中野町の各一部から柏陽が分離・新設され、同時に住居表示が実施された。

## 世帯数と人口
2025年（令和7年）6月30日現在（横浜市発表）の世帯数と人口は以下の通りである。
| 町丁 | 世帯数  | 人口    |
| ---- | ------- | ------- |
| 柏陽 | 550世帯 | 1,061人 |

### 人口の変遷
国勢調査による人口の推移。
| 年                 | 人口  |
| ------------------ | ----- |
| 2000年（平成12年） | 1,146 |
| 2005年（平成17年） | 1,113 |
| 2010年（平成22年） | 1,010 |
| 2015年（平成27年） | 1,038 |
| 2020年（令和2年）  | 1,042 |

### 世帯数の変遷
国勢調査による世帯数の推移。
| 年                 | 世帯数 |
| ------------------ | ------ |
| 2000年（平成12年） | 432    |
| 2005年（平成17年） | 444    |
| 2010年（平成22年） | 445    |
| 2015年（平成27年） | 459    |
| 2020年（令和2年）  | 501    |

## 学区
市立小・中学校に通う場合、学区は以下の通りとなる（2024年11月時点）。
| 番地            | 小学校               | 中学校             |
| --------------- | -------------------- | ------------------ |
| 10〜11番        | 横浜市立本郷小学校   | 横浜市立本郷中学校 |
| 1〜9番 12〜28番 | 横浜市立本郷台小学校 | 横浜市立本郷中学校 |

## 事業所
2021年（令和3年）現在の経済センサス調査による事業所数と従業員数は以下の通りである。
| 町丁 | 事業所数 | 従業員数 |
| ---- | -------- | -------- |
| 柏陽 | 21事業所 | 192人    |

### 事業者数の変遷
経済センサスによる事業所数の推移。
| 年                 | 事業者数 |
| ------------------ | -------- |
| 2016年（平成28年） | 18       |
| 2021年（令和3年）  | 21       |

### 従業員数の変遷
経済センサスによる従業員数の推移。
| 年                 | 従業員数 |
| ------------------ | -------- |
| 2016年（平成28年） | 101      |
| 2021年（令和3年）  | 192      |

## 施設
- 神奈川県立柏陽高等学校
- カトリック鍛冶ケ谷教会[17]

## その他

### 日本郵便
- 郵便番号 : 247-0004[3]（集配局：大船郵便局[18]）

### 警察
町内の警察の管轄区域は以下の通りである。
| 番・番地等 | 警察署   | 交番・駐在所 |
| ---------- | -------- | ------------ |
| 全域       | 栄警察署 | 元大橋交番   |